# Frédérique Collin
Pour les articles homonymes, voir Collin.
Frédérique Collin (née en 1944 à Montréal au Québec) est une actrice, réalisatrice et scénariste québécoise.

## Filmographie

### Cinéma
- 1971 : Question de vie : Estelle
- 1972 : Françoise Durocher, waitress - l'une des Françoise Durocher
- 1972 : Le Temps d'une chasse : la jeune serveuse
- 1973 : La Conquête : Rita
- 1973 : Réjeanne Padovani : Hélène Caron
- 1973 : Les Allées de la terre : Zette
- 1973 : Noël et Juliette : rôle inconnu
- 1974 : Il était une fois dans l'Est : Lise Paquette
- 1975 : Gina : Dolorès
- 1975 : L'Île jaune : Suzanne
- 1975 : Confidences de la nuit (L'Amour blessé)
- 1976 : L'Absence : Louise
- 1983 : Lucien Brouillard
- 1985 : Celui qui voit les heures : Mireille
- 1986 : Sonia : rôle inconnu
- 1987 : Marie s'en va-t-en ville
- 1988 : Lamento pour un homme de lettres : la femme de Laberge
- 1989 : Trois pommes à côté du sommeil : Thérèse
- 2002 : Au fil de l'eau : Fabienne
- 2003 : Sur le seuil : Mme Hénault

### Télévision
- 1971 : Fanfreluche (un épisode) : Lucas
- 1977 : Du tac au tac : Hélène
- 1980 : Jeune Délinquant (minisérie) : l'avocate
- 1997 : Les Orphelins de Duplessis (minisérie) : sœur Clothilde
- 2001 : Fortier (deux épisodes) : Jeannine Doyle
- 2002 : Asbestos : Mme Duquette

### comme réalisatrice
- 1980 : La Cuisine rouge

### comme scénariste
- 1980 : La Cuisine rouge

## Théâtre
- 1971 : Les Belles-Sœurs de Michel Tremblay, mise en scène de André Brassard - rôle de Lise Paquette, amie de Linda Lauzon
- 1973 : Les Belles-Sœurs de Michel Tremblay, mise en scène de André Brassard - rôle de Lise Paquette, amie de Linda Lauzon
- 1974 : Les Belles-Sœurs de Michel Tremblay, mise en scène de André Brassard - rôle de Marie-Ange Brouillette, voisine de Germaine Lauzon